# انسان‌شناسی زیست‌فرهنگی

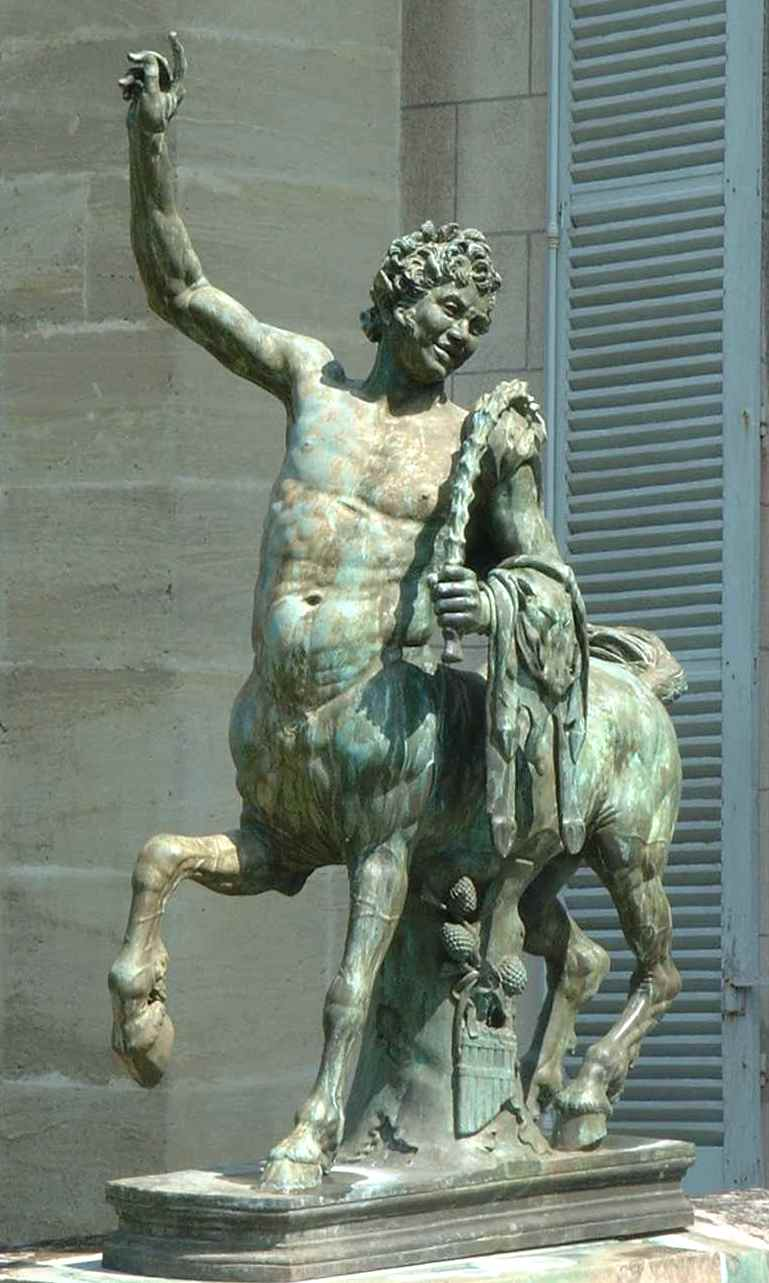
مجسمه ای که بیانگر انسان‌شناسی زیست‌فرهنگی است

انسان‌شناسی زیست‌فرهنگی (به انگلیسی: Biocultural anthropology) را می‌توان با چندین روش تعریف کرد. این کاوش علمی روابط بین زیست‌شناسی انسان و فرهنگ انسان است. انسان‌شناسی زیست‌فرهنگی به‌ جای جستجوی ریشه‌های زیست‌شناختی زیربنایی رفتار انسان، تلاش می‌کند تا بفهمد فرهنگ چگونه بر ظرفیت‌ها و محدودیت‌های زیست‌شناختی ما تأثیر می‌گذارد.»